# Мосолово (Курська область)
Мосолово (рос. Мосолово) — присілок в Курчатовському районі Курської області Російської Федерації.
Населення становить 105 осіб. Входить до складу муніципального утворення Макаровська сільрада.

## Історія
Населений пункт розташований на території українського етнічного та культурного краю Східна Слобожанщина.
Від 2004 року входить до складу муніципального утворення Макаровська сільрада.

## Населення
| 2002 | 2010 |
| ---- | ---- |
| 167  | ↘105 |